# Norme européenne d'émissions
Une norme européenne d'émissions, dite norme Euro est un règlement de l'Union européenne qui fixe les limites maximales de rejets polluants pour les véhicules roulants neufs. Il en existe plusieurs selon le type de véhicule. Les normes évoluent au cours du temps et deviennent progressivement plus strictes. Leur objectif est de réduire la pollution atmosphérique due au transport routier.
Les émissions de CO2 (résultant naturellement de la combustion de matières carbonées) ne sont pas prises en compte dans ces normes car ce gaz n'est pas considéré par la législation automobile européenne comme un gaz polluant direct (respirer du CO2 n'est pas toxique pour l'homme et les animaux sauf à des doses très élevées). La surveillance des émissions de CO2 par les véhicules fait cependant l'objet d'autres travaux de la part de l'Union européenne.

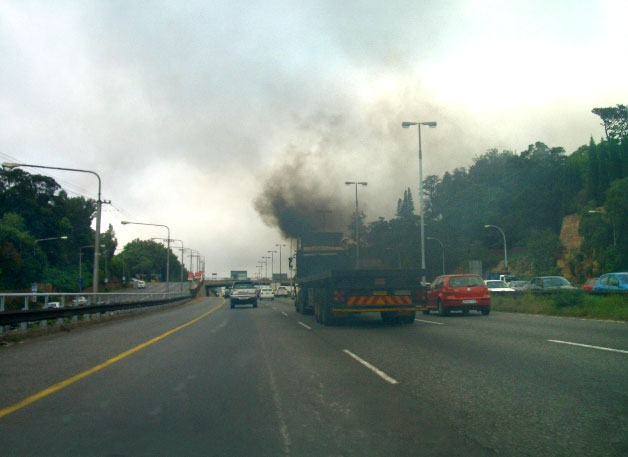
Pollution atmosphérique causée par un camion Diesel mal entretenu.

## Historique
Depuis l'introduction de la première norme européenne sur les émissions des véhicules à moteurs à explosion en 1992, la législation européenne est rendue plus sévère tous les 5 ans environ. Les normes d'émissions « Euro » se succèdent donc, dûment numérotées. La mise en œuvre se fait à des dates décalées pour les automobiles, les véhicules utilitaires légers, les motos et les poids lourds. Les normes diffèrent entre les différents types de moteurs (moteurs à allumage commandé : essence, GPL, GNL, GNV, etc. ou moteurs Diesel) et de véhicules, jusque dans les unités choisies, rapportées à la distance parcourue (par exemple g/km), sauf pour les véhicules lourds où elles sont rapportées à l'énergie développée (par exemple g/kWh).
Le cycle de conduite automobile NEDC, mis en place en 1973, est remplacé en septembre 2017 et 2018 dans le cadre de la norme Euro 6c,,, par le test WLTP, conçu pour être plus proche des conditions d'utilisation réelles. Ce test augmente la vitesse moyenne du test et diminue les phases d'arrêt destinées à modéliser les parcours urbains. Le Conseil européen a par ailleurs entériné le 10 novembre 2015 une proposition de la Commission européenne en date du 28 octobre 2015 et donc décidé d'étendre le test WLTP par une mesure de la pollution et de la consommation en condition de conduite réelle (ECR alias RDE, Real Driving Emissions). Le test WLTP-RDE, en étude depuis 2011, s'applique donc à compter de septembre 2017 pour les véhicules nouveaux à homologuer et de septembre 2018 pour tous les véhicules neufs, qui pourront être vendus pendant un an à compter de cette date.
Pour la France, la nomenclature des véhicules classés en fonction de leur niveau d'émission de polluants atmosphériques est indiquée dans l'article R. 318-2 du code de la route.

### 1993-2020: normes Euro 1 à 6
Pour les véhicules légers (voitures/automobiles particulières, véhicules utilitaires légers), les dates d'entrée en vigueur sont les suivantes :
| Norme                                 | Mise en service des véhicules | Homologation des nouveaux types |
| ------------------------------------- | ----------------------------- | ------------------------------- |
| Euro 1                                | 1er janvier 1993              | 1er juillet 1992                |
| Euro 2 (voitures)                     | 1er janvier 1997              | 1er janvier 1996                |
| Euro 2 (Véhicules utilitaires légers) | 1er octobre 1997              |                                 |
| Euro 3                                | 1er janvier 2001              | 1er janvier 2000                |
| Euro 4                                | 1er janvier 2006              | 1er janvier 2005                |
| Euro 5a                               | 1er janvier 2011              | 1er septembre 2009              |
| Euro 5b                               | 1er janvier 2013              | 1er septembre 2011              |
| Euro 6b                               | 1er septembre 2015            | 1er septembre 2014              |
| Euro 6c                               | 1er septembre 2018            | 1er septembre 2017              |
| Euro 6d-TEMP                          | 1er septembre 2019            | 1er septembre 2017              |
| Euro 6d                               | 1er janvier 2021              | 1er janvier 2020                |

Pour les poids lourds, autobus et autocars, les dates d'entrée en vigueur sont les suivantes :
| Norme    | Mise en service des véhicules |
| -------- | ----------------------------- |
| Euro 0   | 1er octobre 1990              |
| Euro I   | 1er octobre 1993              |
| Euro II  | 1er octobre 1996              |
| Euro III | 1er octobre 2001              |
| Euro IV  | 1er octobre 2006              |
| Euro V   | 1er octobre 2009              |
| Euro VI  | 1er janvier 2014              |

Pour les deux-roues, tricycles et quadricycles à moteur, les dates d'entrée en vigueur sont les suivantes :
| Norme                                          | Mise en service des véhicules |
| ---------------------------------------------- | ----------------------------- |
| Euro I                                         | 1er juin 2000                 |
| Euro II                                        | 1er juillet 2004              |
| Euro III (pour les motocycles et cyclomoteurs) | 1er janvier 2007              |
| Euro IV (pour les motocycles)                  | 1er janvier 2017              |
| Euro IV (pour les cyclomoteurs)                | 1er janvier 2018              |
| Euro V                                         | 1er janvier 2021              |

### 2026, norme Euro 7
En novembre 2022, la Commission européenne dévoile sa proposition de norme Euro 7 (et Euro VII pour les camions et les bus). Par rapport à la norme Euro 6, elle conserve les mêmes seuils pour les émissions d'oxyde d'azote (NOx) des voitures à essence, impose une baisse de 25 % pour celles des voitures diesel et une baisse de 13 % des particules fines. L’Euro 7 introduit d’autres facteurs de la pollution automobile, non liés au moteur, devenant ainsi la première norme au monde qui réglemente les plus petites particules provenant des freins, avec une baisse demandée de 27 % ; elle prévoit aussi une règle liée aux pneumatiques et à la pollution aux microplastiques qu'ils engendrent. Enfin, la norme Euro 7 compte contrôler la durée de vie des batteries de voitures électriques, afin de limiter le remplacement de cet élément au cours du cycle de vie du véhicule, et ainsi réduire l’utilisation de matières premières pour en produire une autre. Ces normes seraient applicables à des températures allant jusqu'à 45 degrés, à une altitude de 1 500 m, au lieu de 30 degrés et 700 m jusque-là. Dans sa proposition initiale de 2022, la Commission européenne souhaitait mettre en place l’Euro 7 le 1er juillet 2025 pour les voitures, et le 1er juillet 2027 pour les camions, mais entre-temps ce calendrier a pris du retard,,,,,.
Le 22 mai 2023, huit pays membres de l'UE, dont la France, l'Italie et la Pologne, expriment leur opposition au projet de norme de la Commission européenne, estimant dans un document commun qu'elle risquerait de « freiner les investissements des constructeurs dans les véhicules électriques ». L’Allemagne, qui n’a pas signé ce document, a fait savoir que la norme Euro 7 représentait « un risque pour ses entreprises », et estime l’échéance de 2025 intenable. Au contraire, les défenseurs de l'environnement considèrent que la norme Euro 7 ne réduit pas suffisamment les émissions polluantes et accusent l'Union européenne d'avoir cédé au lobby de l'automobile,,. Le 12 juin 2023, l'ONG Transport & Environment (T&E) publie une étude montrant que l’Euro 7 aura un impact significatif sur la qualité de l’air dans les villes si la limite d’émissions de NOx pour les voitures est ramenée de 60 mg/km à 30 mg/km. Ceci permettrait de réduire d’environ 50 % la pollution au dioxyde d'azote (NO2) d’ici à 2035. T&E rappelle que « la pollution atmosphérique due au transport routier tue prématurément 70 000 Européens chaque année et provoque une multitude de maladies ».
Le 25 septembre 2023, les ministres de l'Industrie des États membres revoient largement à la baisse les ambitions de la proposition de la Commission européenne sur l'Euro 7, en particulier sur la réduction des émissions d'oxyde d'azote et de particules fines au niveau de l'échappement. Dans le nouveau projet, cette réduction ne concerne plus que les camions, les cars et les bus. Une limitation est toutefois maintenue à propos des émissions de particules liées à l'usure des pneumatiques et au freinage. La Bulgarie, la Hongrie, la Pologne, la Tchéquie, la Roumanie, la Slovaquie, l'Italie et la France avaient fait campagne contre le projet initial ; l'Allemagne y était également opposée. Selon le ministre français délégué à l'Industrie, Roland Lescure, « puisqu'on a décidé ensemble de sortir des moteurs thermiques, il n'est pas forcément indispensable de rajouter de la régulation » sur ces motorisations. Selon leurs détracteurs, ces normes auraient obligé les constructeurs à investir dans la dépollution des moteurs thermiques au détriment des investissements nécessaires sur l'électrification,.
Le 18 décembre 2023, les États membres et le Parlement européen parviennent à un accord provisoire pour renoncer à instaurer des normes plus dures sur les gaz d'échappement ; ils introduisent la prise en compte de particules plus fines que dans les normes existantes ainsi que des seuils d'émission de particules issues des freins et des pneus et des seuils de durabilité et de performances minimales pour les batteries des voitures électriques et hybrides,,,,,,.
En 2024, la proposition de règlement est approuvée par Parlement puis par le Conseil,. Le règlement est ensuite publié au Journal officiel de l'Union européenne. Pour les voitures, le règlement euro 7 entrera en vigueur à partir du 29 novembre 2026.
Fin mai 2025, le Conseil européen approuve la modification des objectifs de réduction des émissions de CO2 des véhicules, proposée en mars 2025 par Ursula von der Leyen et entérinée par le Parlement européen au début mai. Désormais, la conformité aux normes sera mesurée sur une moyenne glissante de trois ans, de 2025 à 2027. Un constructeur pourra donc compenser une éventuelle contre-performance une année par de meilleurs résultats l’année suivante.

## Limites tolérées des émissions en mg/km
Les émissions de polluants sont mesurées jusqu'en 2017-2018 durant un cycle de conduite normalisé appelé « nouveau cycle européen de conduite » qui dure vingt minutes. Il comprend une première phase de conduite typée « ville » suivie d'une phase de conduite plus rapide typée « route ». La vitesse moyenne durant ce cycle est de 33 km/h.
À partir de septembre 2019, tous les véhicules sont testés selon les normes d'essai WLTP.

### Véhicules à moteur Diesel
Pour les véhicules à moteur Diesel les normes sont les suivantes,, :
| Norme                                 | Euro 1 | Euro 2 | Euro 3 | Euro 4 | Euro 5a  | Euro 5b  | Euro 6b  | Euro 6c  | Euro 6d -TEMP | Euro 6d  |
| ------------------------------------- | ------ | ------ | ------ | ------ | -------- | -------- | -------- | -------- | ------------- | -------- |
| Cycle d'homologation                  | NEDC   | NEDC   | NEDC   | NEDC   | NEDC     | NEDC     | NEDC     | WLTP-RDE | WLTP-RDE      | WLTP-RDE |
| moteurs Diesel                        |        |        |        |        |          |          |          |          |               |          |
| Oxydes d'azote (NOx)                  | -      | -      | 500    | 250    | 180      | 180      | 80       | 80       | 80            | 80       |
| Monoxyde de carbone (CO)              | 2 720  | 1 000  | 640    | 500    | 500      | 500      | 500      | 500      | 500           | 500      |
| Hydrocarbures (HC)                    | -      | -      | -      | -      | -        | -        | -        | -        | -             | -        |
| Hydrocarbures non méthaniques (HCNM)  | -      | -      | -      | -      | -        | -        | -        | -        | -             | -        |
| HC + NOx                              | 970    | 700    | 560    | 300    | 230      | 230      | 170      | 170      | 170           | 170      |
| Particules (PM)                       | 140    | 80     | 50     | 25     | 5        | 4,5      | 4,5      | 4,5      | 4,5           | 4,5      |
| Particules (PN) (nb/km)               | -      | -      | -      | -      | 6 × 1011 | 6 × 1011 | 6 × 1011 | 6 × 1011 | 6 × 1011      | 6 × 1011 |
| Valeurs, sauf PN, exprimées en mg/km. |        |        |        |        |          |          |          |          |               |          |

Ces normes s'appliquent lors de l'homologation de véhicules neufs sur le banc à rouleaux du cycle NEDC ; la pratique a montré en ce qui concerne les oxydes d'azote (NOx) une dérive importante entre les valeurs d'homologation sur le cycle NEDC et les valeurs observées en conditions réelles de circulation pouvant aller jusqu'à 500 %, soit un « facteur de conformité » de cinq. Pour pallier le problème, le test WLTP-RDE, en étude depuis 2011, s'applique donc à compter de septembre 2017.
Dans ce cadre nouveau de la norme Euro 6c, le seuil Euro 6b du cycle NEDC de 80 mg/km pour les émissions d'oxyde d'azote (NOx) continuera de s'appliquer sur le banc à rouleaux du test WLTP ; par contre, le test WLTP-RDE s'effectuera dans le flot de la circulation réelle à l'aide d'un système portable de mesure des émissions PEMS (Portable Emissions Measurement System) accroché à l'arrière du véhicule ; ce test WLTP-RDE est notablement plus exigeant que le cycle NEDC ; les seuils du cycle NEDC ont donc été transposés pour tenir compte de la faisabilité technique à court terme d'une part et des conditions différentes de tests d'autre part (masse de l'équipement PEMS jusqu'à plusieurs centaines de kilogrammes, roulage en condition de trafic, roulage sur une route pouvant présenter du relief, température ambiante, etc.).
Le facteur de conformité pour les oxydes d'azote a été dans un premier temps établi à la valeur 2,1 représentant donc 168 mg/km. Cette valeur est très proche du facteur de conformité de deux attendu par l'ICCT, l'ONG à l'origine de l'affaire Volkswagen et de façon générale du scandale des émissions des moteurs Diesel, à l'issue de tests effectués sur trente-deux véhicules Euro 6. Ce facteur de conformité sera ensuite abaissé à 1,5 à partir de 2020. Le facteur de conformité pour le nombre de particules des véhicules essence et diesel fera l'objet d'une définition ultérieure.
L'ADAC a testé sur un cycle représentatif de la circulation réelle 69 véhicules diesels Euro 6 et a mesuré les NOx :
- 39 voitures soit 57 % qui ont une bonne chance d’être compatibles WLTP-RDE dont :
  - 17 voitures soit 25 % qui font moins de 80 mg/km et n’émettent donc pas plus de NOx sur ce cycle représentatif de la circulation réelle que sur le cycle NEDC,
  - 22 voitures soit 32 % qui se situent en deçà du facteur de conformité de 2,1 ;
- 30 voitures soit 43 % se situent au-delà de ce seuil et ont donc des efforts à faire pour satisfaire aux exigences du test WLTP-RDE.

### Véhicules à moteur essence et GPL/GNL
Pour les véhicules à moteur essence ou au gaz liquéfié, les normes sont, :
| Norme                                 | Euro 1 | Euro 2 | Euro 3 | Euro 4 | Euro 5 | Euro 6b  | Euro 6c  | Euro 6d -TEMP | Euro 6d  |
| ------------------------------------- | ------ | ------ | ------ | ------ | ------ | -------- | -------- | ------------- | -------- |
| Oxydes d'azote (NOx)                  | -      | -      | 150    | 80     | 60     | 60       | 60       | 60            | 60       |
| Monoxyde de carbone (CO)              | 2 720  | 2 200  | 2 200  | 1 000  | 1 000  | 1 000    | 1 000    | 1 000         | 1 000    |
| Hydrocarbures (HC)                    | -      | -      | 200    | 100    | 100    | 100      | 100      | 100           | 100      |
| Hydrocarbures non méthaniques (HCNM)  | -      | -      | -      | -      | 68     | 68       | 68       | 68            | 68       |
| HC + NOX                              | 970    | 500    | -      | -      | -      | -        | -        | -             | -        |
| Particules (PM)                       | -      | -      | -      | -      | 5      | 5        | 4,5      | 4,5           | 4,5      |
| Particules (PN) (nb/km)               | -      | -      | -      | -      | -      | 6 × 1012 | 6 × 1011 | 6 × 1011      | 6 × 1011 |
| Valeurs, sauf PN, exprimées en mg/km. |        |        |        |        |        |          |          |               |          |
| 1. 2.                                 |        |        |        |        |        |          |          |               |          |

Ces émissions sont mesurées sur des véhicules dépourvus d'options dans des conditions qui peuvent être assez différentes de la vie réelle. Les moteurs sont d'ailleurs réglés pour respecter la norme dans le cadre légal. Les valeurs s'envolent par exemple très rapidement quand les véhicules dépassent les 130 km/h, vitesse maximale autorisée en France. Il n'en demeure pas moins que ces moteurs produisent, à puissance égale, moins de rejets polluants que des moteurs d'ancienne génération.
La dangerosité des particules est inversement proportionnelle à leur taille. Il est à noter que les émissions en quantité de particules fines (PN) autorisées pour les moteurs à essence sont dix fois supérieures à celles autorisées pour les moteurs Diesel jusqu'en 2017. Le moteur à essence ne rejoindra le niveau requis pour le Diesel qu'en 2018 (PN = 6 × 1011 seulement pour le moteur Diesel contre 6 × 1012 pour l'essence jusqu'en 2017).

## Polémique et limites légales

### Question des particules en suspension
Les moteurs Diesel et les moteurs essence à injection directe produisent des particules fines, qui étaient quasiment absentes des émissions des voitures à essence traditionnelles à injection indirecte. Il est maintenant démontré que ces particules fines sont toxiques,. Depuis l'installation quasi systématique de l'injection directe à rampe commune sur les moteurs Diesel et désormais sur beaucoup de moteurs à essence, les particules qu'ils rejettent sont devenues plus fines et donc plus nocives. Les voitures à essence à injection directe représentaient en effet 24 % des voitures à essence commercialisées en France en 2014 (52 % en Allemagne) et sont en augmentation constante de 6 points par an (12 % en 2012, 18 % en 2013, 24 % en 2014).
Jusqu'à Euro 4, la norme européenne ne spécifiait qu'une limitation de la masse des particules, et ne ciblait donc pas en priorité l'élimination des particules fines ou très fines. C'est pourquoi la norme Euro 5 a introduit une limitation de nombre de particules émises, en plus de la limite de masse. La norme Euro 6b a étendu cette limitation aux moteurs essence, ce qui touchera principalement les moteurs deux temps de petite cylindrée et les moteurs essence à injection directe. Le règlement européen 459/2012 dans la note 3 du tableau 2 de l'Annexe 1 autorise les voitures à essence à injection directe à émettre 6 × 1012 particules fines jusqu'en 2017 alors que les voitures Diesel Euro 5 sont limitées à 6 × 1011 depuis 2011 ; certaines mesures récentes ont mis en évidence le caractère fortement polluant des véhicules à injection directe essence du point de vue des particules fines, en raison notamment de leur moindre stabilité que celles émises par les moteurs Diesel qui les font entrer dans une série continue de réactions chimiques en sortie d'échappement ainsi que de l'absence de filtre à particules.
L'ADAC effectue depuis 2012 des tests de pollution.
La procédure de test est décrite en allemand et en anglais ; elle est représentative de la circulation réelle et attribue une note de pollution globale établie sur les mêmes valeurs de seuil pour tous les véhicules quelle que soit leur motorisation : essence, Diesel, GPL, GNV, hybride. Pour avoir la note maximale de 50⁄50, il faut faire sur le cycle représentatif de la circulation réelle mieux que le minimum des seuils essence et Diesel du cycle NEDC, soit par kilomètre moins de 100 mg de HC, 500 mg de CO, 60 mg de NOx, 3 mg de particules et 6 × 1010 particules.
Bien que le non-respect des normes de concentrations par la France soit à l'origine d'un contentieux européen, l'évolution de 2009 à 2016 sur la pollution aux particules est encourageante :
- mise sous surveillance des particules PM2,5 à partir de 2009 alors que la réglementation portait auparavant essentiellement sur les particules PM10, avec un doublement entre 2009 et 2016 du nombre de stations de mesure des PM2,5 ;
- évolution favorable des concentrations de PM10 (−41 % sur la période) et PM2,5 (−48 %)[56].

En France, le secteur des transports (avions, bateaux, poids lourds, automobiles) est responsable de l'émission de 14 % des particules PM10 et de 18 % des particules PM2,5.

### Contournement des tests d'émission

Comparaison entre les normes d'émission d'oxydes d'azote (NOx) et les émissions mesurées des véhicules diesel.

Pour caractériser de manière répétable et représentative les niveaux des émissions de polluants par les véhicules, il est crucial de définir un cycle simulant les situations réelles (circulation sur autoroute, sur route, en ville, arrêt au ralenti, etc.). Les constructeurs ont eu tendance à adapter les véhicules au cycle de mesure afin d'optimiser les niveaux de pollution mesurés au cours du cycle conventionnel. Dans au moins un cas, une étude conduite par deux instituts de technologie indépendants, TUG et FVT, a suggéré qu'aucun progrès réel n'avait été fait en termes de NOx entre les normes Euro 1 et Euro 4. La forte réduction du plafond autorisé entre Euro 3 et Euro 6b (division par plus de six) a toutefois permis de réduire le NOx effectivement émis (voir graphique ci-contre).

### Stratégies dilatoires des constructeurs
- Les normes évoluent régulièrement et forcent les constructeurs de moteurs à modifier les technologies employées moyennant des investissements lourds ; aussi sont-ils demandeurs de valeurs limites moins contraignantes ou de délais complémentaires pour leur mise en œuvre[59]. Cela n'a guère ralenti le rythme des renforcements des normes européennes d'émission, tous les trois à cinq ans[60].
- La norme s'appliquant uniquement aux véhicules vendus neufs, certains revendeurs n'hésitent pas à faire immatriculer des voitures neuves avant la date butoir pour les revendre en occasion avec 0 km[61],[62],[63]. Cette stratégie, qui ne s'applique qu'aux dates de changement de normes, n'a toutefois qu'un impact limité.
- Les véhicules de plus de 2 500 kg (grosses berlines principalement), qui sont logiquement animés par un gros moteur et polluent donc en proportion, obtiennent régulièrement des délais supplémentaires avant de se mettre aux normes[61],[64]. Cette exception a été supprimée depuis le règlement d'introduction des normes Euro 5. Dorénavant, les véhicules non utilitaires de plus de 2 500 kg sont soumis aux mêmes règles que les véhicules plus légers.

## Utilisation en dehors de l'UE
Les euronormes s'appliquent aux constructeurs qui souhaitent homologuer et mettre en circulation des véhicules dans l'Union européenne. Mais d'autres pays en dehors de l'Union européenne les appliquent également.
Depuis 2007, la norme est appliquée en Inde sous le nom de Bharat Standard (Bharat stage emission standards), qui peut se traduire par normes indiennes de seuil d'émission. L'application commencée avec 7 années de retard (Euro 1 appliquée en 2007 au lieu de 2000) n'a désormais plus que 5 années de retard (Euro 6 appliquée en 2020 au lieu de 2015) et seulement 3 années pour la région de la capitale fédérale Delhi (Euro 6 appliquée à Delhi en 2018 au lieu de 2015).

## Sources